# Linia kolejowa Trutnov – Svoboda nad Úpou
Linia kolejowa Trutnov – Svoboda nad Úpou – jednotorowa, regionalna i niezelektryfikowana linia kolejowa w Czechach. Łączy stacje Trutnov i Svoboda nad Úpou. w całości znajduje się na terytorium kraju hradeckiego.